# Baaora fusca
Baaora fusca är en insektsart som beskrevs av Huang och Zhang 2006. Baaora fusca ingår i släktet Baaora och familjen dvärgstritar. Inga underarter finns listade i Catalogue of Life.